# Provincia di Holguín
La provincia di Holguín è una delle province di Cuba. La città capoluogo della provincia è l'omonima Holguín.

## Comuni
La provincia di Holguín è suddivisa in 14 comuni.
| Comune          | Popolazione (2004) | Superficie (km²) | Localizzazione          | Note         |
| --------------- | ------------------ | ---------------- | ----------------------- | ------------ |
| Antilla         | 12222              | 100              | 20.848611°N 75.7525°W   |              |
| Báguanos        | 52854              | 806              | 20.763056°N 76.029444°W |              |
| Banes           | 81274              | 781              | 20.97°N 75.711389°W     |              |
| Cacocum         | 42623              | 661              | 20.743889°N 76.324167°W |              |
| Calixto Garcia  | 57867              | 617              | 20.854167°N 76.601944°W | Buenaventura |
| Cueto           | 34503              | 326              | 20.648333°N 75.931667°W |              |
| Frank País      | 25621              | 510              | 20.664722°N 75.281389°W | Cayo Mambí   |
| Gibara          | 72810              | 630              | 21.107222°N 76.136667°W |              |
| Holguín         | 326740             | 666              | 20.888889°N 76.257222°W | Capoluogo    |
| Mayarí          | 105505             | 1307             | 20.659444°N 75.677778°W |              |
| Moa             | 71079              | 730              | 20.64°N 74.9175°W       |              |
| Rafael Freyre   | 50080              | 620              | 21.028333°N 75.996389°W |              |
| Sagua de Tánamo | 52013              | 704              | 20.586111°N 75.241667°W |              |
| Urbano Noris    | 43892              | 846              | 20.601389°N 76.1325°W   |              |